# Tavolník vrbolistý

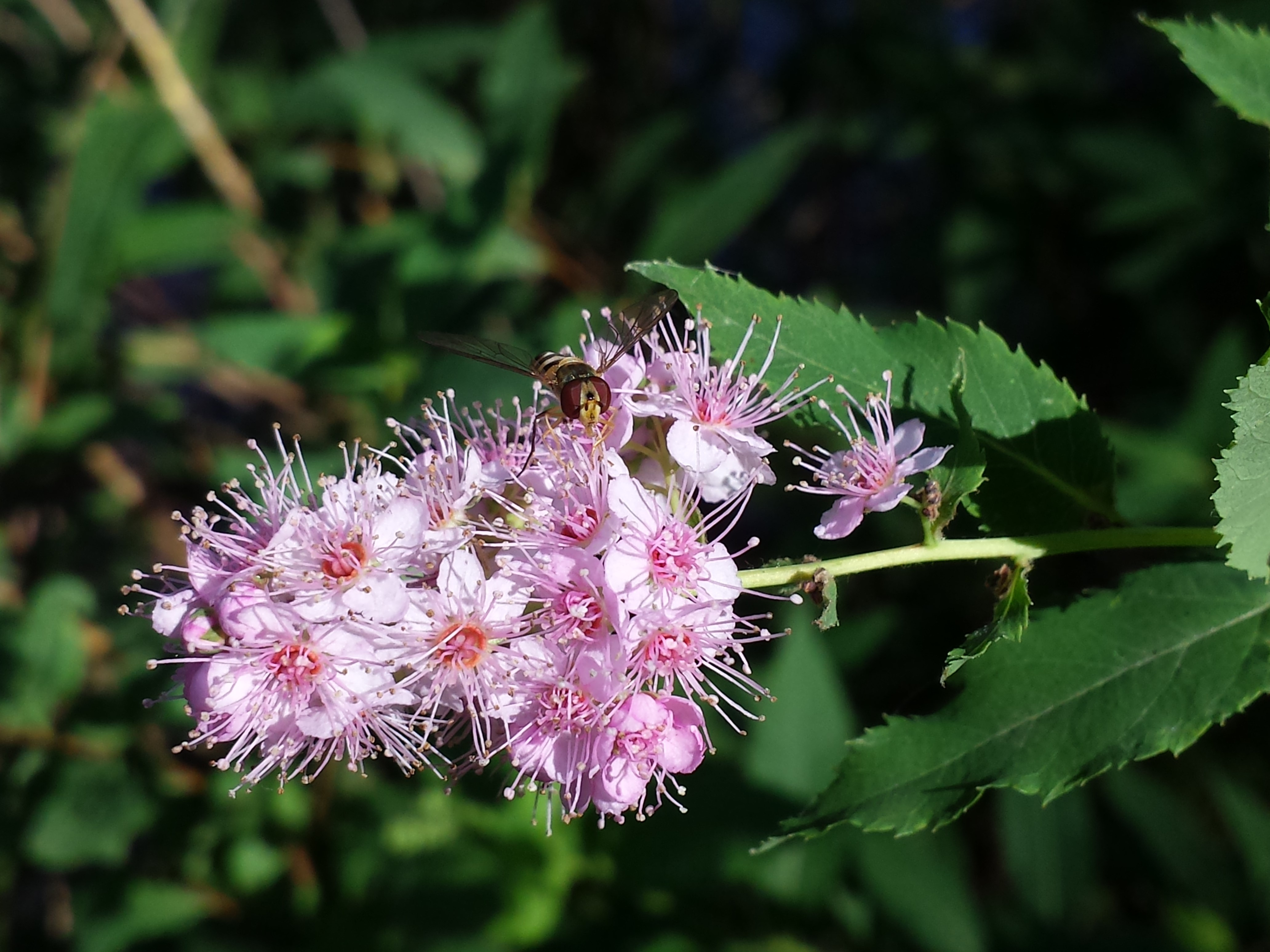
Květenství

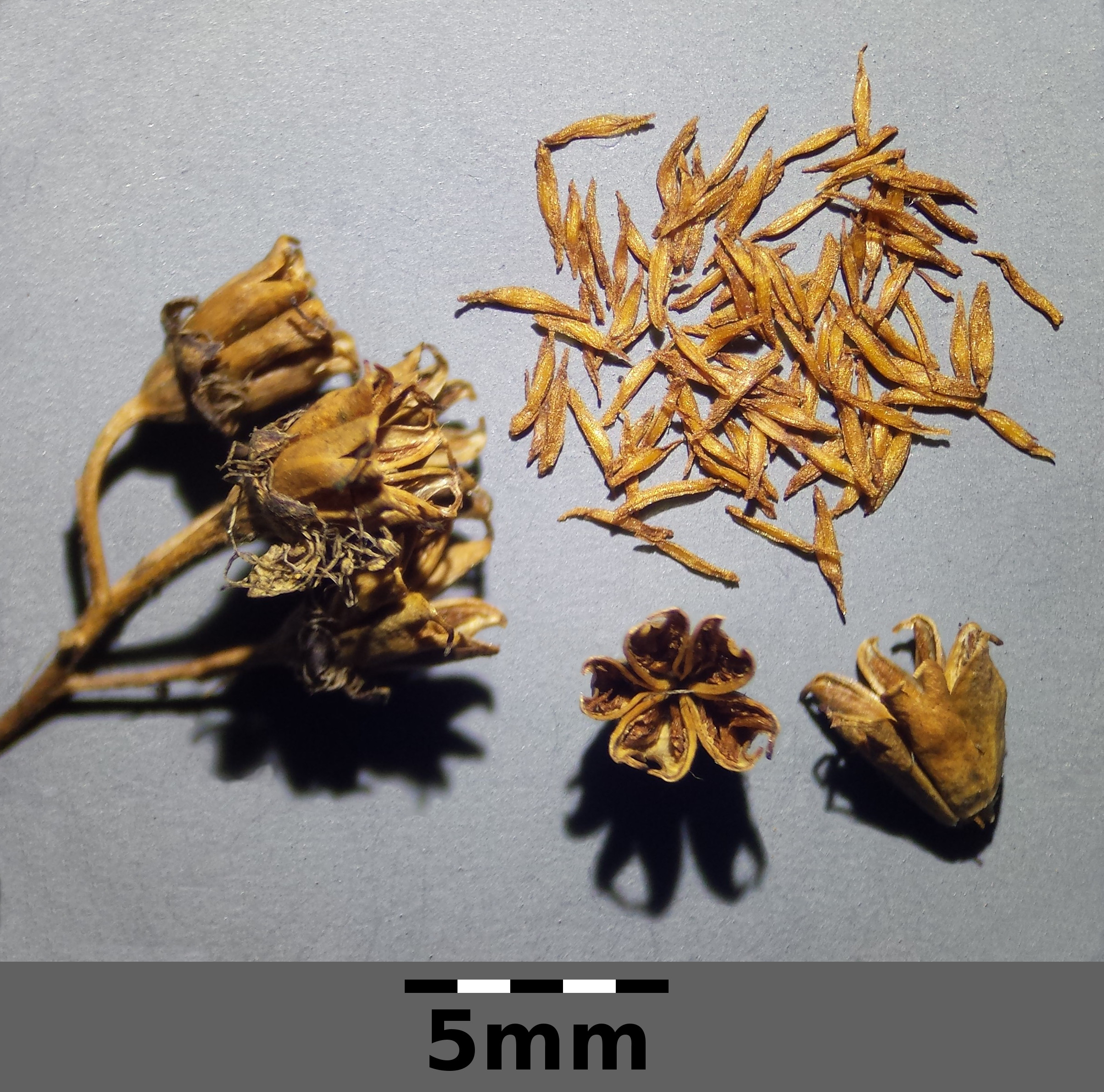
Plody se semeny

Tavolník vrbolistý (Spiraea salicifolia) je asi 2 m vysoký, listnatý, opadavý keř. Během letního období kvete drobnými, vonnými, narůžovělými květy uspořádanými do hustých koncových květenství, které lákají mnoho opylujícího hmyzu.

## Rozšíření
Druh má rozsáhlý eurasijský areál rozkládající se od střední, severní a jihovýchodní Evropy přes evropskou část Ruska a velkou část jeho Sibiře až na Dálný východ. Souběžně s tím se vyskytuje ve Střední Asii, Mongolsku, severní Číně, na Korejském poloostrově a v Japonsku. Snadno zplaňuje a dostal se i na Britské ostrovy. V novodobé historii byl při osídlování Ameriky rozšířen i do Spojených států a Kanady.
V České republice se za původní považuje pouze výskyt v oblastech jižních Čech a jihozápadní Moravy. Tato původnost je však někdy zpochybňována, neboť prokazatelně byl jako okrasná rostlina v Evropě vysazován již v roku 1586.
Protože se rostliny z původních míst postupně vytrácejí, většinou z důvodu fyzické degradace stanoviště, je tavolník vrbolistý v „Červeném seznamu ohrožených druhů cévnatých rostlin České republiky“ z roku 2017 řazen mezi ohrožené druhy (C3).

## Ekologie
Je polostinnou dřevinou, jež potřebuje k růstu dostatek vlhkosti, prospívá jí půda kyselá i rašelinná. Obvykle se vyskytuje na březích rybníků nebo podél potoků a příkopů, na vlhkých loukách, v mokřadních olšinách a ve vlhkých lesních okrajích. Na stanovišti s příznivými růstovými podmínkami zpravidla vytváří souvislé porosty. Ve středoevropském podnebí je mrazu odolná. Obvykle kvete v červnu až srpnu, plody dozrávají během července a srpna. Druh má ploidii 2n = 36 a stupeň ploidie je x = 4.

## Popis
Široce polokulovitý až kulovitý keř, fanerofyt, vysoký okolo 1,5 až 2 m. Letorosty má vzpřímené, nevýrazně hranaté, žlutavě hnědé až šedé, jež jsou zprvu pýřité a záhy olysalé, kůra se z nich odlupuje ve vláknech. Listové pupeny jsou vejčité až podlouhle vejčité, 3 až 5 mm dlouhé a mají několik hnědých šupin, vrcholové pupeny jsou špičaté. Větve jsou střídavě porostlé zelenými, krátce řapíkatými, podlouhlými až kopinatými listy bez palistů. Listy jsou celistvé, dlouhé 3 až 6 cm a široké 1 až 2 cm. Čepele jsou po obvodě hustě jednou až dvojnásobně pilovité, na vrcholu zašpičatělé, oboustranně lysé, na spodní straně světleji zelené a mají vyniklou zpeřenou žilnatinou. Keře vytvářejí četné kořenové výběžky a jejich pomocí se rozrůstají do rozlehlých houštin.
Květy jsou růžové, velké asi 1 cm, intenzivně voní a bývají velmi početné. Rostou na krátkých stopkách a jsou sestavené do 5 až 13 cm dlouhých, štíhlých koncových lat na vzpřímených větvích. Květy jsou oboupohlavné, pětičetné a mají miskovité lůžko. Kališní lístky velké 1,5 mm jsou široce trojúhlé, vzpřímené, bývají zprvu pýřité a postupně olysávají. Korunní lístky asi 3 mm velké jsou téměř okrouhlé, růžově zbarvené a jen ojediněle bývají bílé. V květu je okolo třiceti ven čnících tyčinek s prašníky a pět pestíků nesoucích krátké čnělky s bliznami. Vespod koruny jsou v kruhu žlázky vylučující nektar pro opylovače, kterými jsou hlavně včely, čmeláci a motýli.
Plody jsou 4 mm velké, nažloutlé, obkopinaté, suché a ve zralosti pukavé měchýřky vyrůstající šikmo vzhůru v souplodí na vzpřímené ose květenství. Obsahují semena vřetenovitého tvaru, dlouhá okolo 2 mm.

## Rozmnožování
Dřevina se může rozmnožovat vegetativně nebo generativně. V zahradnické praxí se nejčastěji využívá první možnost, neboť tehdy vyrůstají vyrovnaní jedinci. Bylinné řízky odebrané v červnu a červenci se ihned sázejí do půdy, jež se udržuje stále vlhká; řízky obvykle příští rok na jaře již mají jemné kořínky. Pokud keř vypouští kořenové výběžky, odřízneme je na jaře či na podzim a brzy vysadíme. Máloleté dřeviny lze přesadit na jiné stanoviště, kde se dobře aklimatizují, porušení kořenů nemívá nepříznivé následky.

## Využití
Keře tavolníku vrbolistého bývají vysazovány pro okrasu v parcích a okrasných zahradách, kde se ve výživné a vlhké půdě dobře ujímají a rychle rozrůstají. Aby vyzněla krása květenství, bývají používány ve skupinkách. Mezi běžnými keři jsou zajímavé hlavně tím, že nekvetou na jaře, ale až v průběhu léta a pomáhají tak udržovat zahradu v květu po delší dobu. Řez keře sice není nutný, ale u staršího exempláře se projeví zvýšeným počtem květů. Protože keř kvete na nových výhonech, řežeme jej co nejdříve na jaře.
Je nenáročný a velmi odolný, hůře snáší pouze dlouhodobě suché prostředí. Bývá proto využíván jako meliorační dřevina na břehy rekultivovaných vodních toků a rybníků, nebo se sází na často krátkodobě zaplavovaná území. Je odolný i vůči znečištěnému prostředí a dobře roste i podél frekventovaných silnic. Bývá vysazován pro okrasu a je vhodný také do stříhaných i volně rostoucích živých plotů. Řadí se k významným medonosným rostlinám.
Listy jsou živnou rostlinou housenek motýla bělopáska tavolníkového (Neptis rivularis).